# کوئینلان (تگزاس)
کوئینلان، تگزاس(به انگلیسی: Quinlan, Texas) شهری در ایالت تگزاس از ایالات جنوبی ایالات متحده آمریکا است. در سرشماری سال ۲۰۰۰، جمعیت این شهر ۱۳۷۰ نفر اعلام شد.